# Rope-a-dope
Rope-a-dope és un estil de boxa associada amb Muhammad Ali en la seva baralla 1974 Rumble in the jungle contra George Foreman. En situacions competitives diferents de la boxa, Rope-a-dope s'utilitza per descriure estratègies en les quals una de les parts es posa a propòsit en el que sembla una posició perdedora, tractant amb això de convertir-se en el vencedor final.

## Origen del terme
D'acord amb Angelo Dundee, la idea de l'estratègia va ser suggerida pel fotògraf de boxa George Kalinsky. El Rope-a-dope és dut a terme per un boxador assumint una posició protegida (Amb Ali recolzant-se contra les cordes, gran part de l'energia del cop s'absorbeix per l'elasticitat de les cordes en lloc de cos del boxador) al mateix temps que permet al seu oponent copejar-ho, proporcionant només el contraatac suficient per evitar que l'àrbitre pensi que el boxador ja no és capaç de continuar i així acabant la baralla per knockout tècnic. El pla és fer que l'oponent "es noquegi a si mateix" i cometi errors que el boxador que ho aplica pot utilitzar en un contraatac.

## Baralles notables
La maniobra és més comunament associada en la baralla entre Muhammad Ali i George Foreman. Foreman va ser considerat per molts observadors com el favorit per guanyar la baralla a causa de la seva força superior. Durant la baralla Ali va enfurismar a propòsit a Foreman, provocant-lo per atacar. I es va posar en una posició on rebia cops, però, de fet, era una posició defensiva. Irònicament, la preparació d'Ali per a la baralla va involucrar endurir-se a si mateix en permetre que els seus espàrrings el copegessin, això va contribuir a la sensació de l'observador que Ali va ser superat àmpliament. Quan Foreman es va cansar de la pallissa que li estava donant, Ali es va reagrupar i va acabar guanyant la baralla.